# Cesare Salvadori
Cesare Salvadori (n. 22 septembrie 1941, Torino, Italia – d. 8 august 2021, Torino, Italia) a fost un scrimer ce a reprezentat Italia, medaliat olimpic. A participat la 3 ediții ale Jocurilor Olimpice (1964, 1968, 1972) în care a câștigat două medalii de argint.